# Winsorização
Winsorização é a transformação de estatísticas limitando valores extremos nos dados estatísticos para reduzir o efeito de valores atípicos possivelmente espúrios. Recebeu o nome do engenheiro que se tornou bioestatístico Charles P. Winsor (1895–1951). O efeito é o mesmo que o corte no processamento de sinal.
A distribuição de muitas estatísticas pode ser fortemente influenciada por outliers. Uma estratégia típica é definir todos os valores discrepantes para um percentil especificado dos dados; por exemplo, uma winsorização de 90% veria todos os dados abaixo do 5º percentil definidos como o 5º percentil e os dados acima do 95º percentil definidos como o 95º percentil. Os estimadores winsorizados são geralmente mais robustos para outliers do que suas formas mais padronizadas, embora existam alternativas, como trimming, que alcançarão um efeito semelhante.

## Exemplo
Considere o conjunto de dados composto por:
{92, 19, 101, 58, 1053, 91, 26, 78, 10, 13, -40, 101, 86, 85, 15, 89, 89, 28, -5, 41}     (N = 20, média = 101,5)
Os dados abaixo do 5º percentil situam-se entre −40 e −5, enquanto os dados acima do 95º percentil situam-se entre 101 e 1053 (valores pertinentes mostrados em negrito); portanto, uma winsorização de 90% resultaria no seguinte:
{92, 19, 101, 58, 101, 91, 26, 78, 10, 13, -5, 101, 86, 85, 15, 89, 89, 28, -5, 41}     (N = 20, média = 55,65)
Após a winsorização, a média caiu para quase a metade do valor anterior e, consequentemente, está mais alinhada com os dados que representa.

O Python pode winsorizar dados usando a biblioteca SciPy:
```
import
 
numpy
 
as
 
np

from
 
scipy.stats.mstats
 
import
 
winsorize

winsorize
(
np
.
array
([
92
,
 
19
,
 
101
,
 
58
,
 
1053
,
 
91
,
 
26
,
 
78
,
 
10
,
 
13
,
 
-
40
,
 
101
,
 
86
,
 
85
,
 
15
,
 
89
,
 
89
,
 
28
,
 
-
5
,
 
41
]),
 
limits
=
[
0.05
,
 
0.05
])

```

R pode winsorizar dados usando o pacote DescTools: 
```
library
(
DescTools
)

a
<-
c
(
92
,
 
19
,
 
101
,
 
58
,
 
1053
,
 
91
,
 
26
,
 
78
,
 
10
,
 
13
,
 
-40
,
 
101
,
 
86
,
 
85
,
 
15
,
 
89
,
 
89
,
 
28
,
 
-5
,
 
41
)

DescTools
::
Winsorize
(
a
,
 
probs
 
=
 
c
(
0.05
,
 
0.95
))

```

## Distinção de corte
Observe que winsorizar não é equivalente a simplesmente excluir dados, que é um procedimento mais simples, chamado trimming ou truncation, mas é um método de censurar dados.

## Usos
A winsorização é usada no contexto da metodologia de pesquisa para "aparar" pesos extremos de não resposta da pesquisa. 
Também é usada na construção de alguns índices de ações ao observar a gama de certos fatores (por exemplo, crescimento e valor) para determinadas ações. 